# Carlos José Santi Brugia
Carlos José Santi Brugia OFM (Torgiano, Italia, 15 de marzo de 1921 – Matagalpa, 15 de mayo de 1991) fue un sacerdote franciscano y obispo italiano afincado en Nicaragua,  que se desempeñó como 6° Obispo de Matagalpa.

## Biografía
Fue ordenado sacerdote el 16 de abril de 1946. 
Fue electo obispo de Matagalpa el 18 de junio de 1982 y ordenado el 31 de julio de 1982. 
Su consagrador principal fue Andrea Cordero Lanza y como Co-Consagradores Miguel Obando y Bravo, Arzobispo de Managua y Julián Luis Barni Spotti, Obispo de León. 
Fue uno de los cuatro primeros misioneros franciscanos en Matagalpa. 
Fue el impulsor de que la Diócesis tuviera su propio medio de comunicación en Matagalpa, fundador de Radio Hermanos y el Asilo de Ancianos “San Francisco de Asís”, en Sébaco. Sin embargo sus mayores obras se encuentran en Ciudad Darío, donde logró construir escuelas, hogar para niños discapacitados, el estadio de béisbol que lleva su nombre y muchas obras más. 
Falleció el 15 de mayo de 1991 en la ciudad de Matagalpa.